# Понтиакская лихорадка
Понтиакская лихорадка или лихорадка Понтиак — клинический вариант легионеллёза, представляющий собой его форму без пневмонии. В отличие от других форм легионеллёза, протекает как гриппоподобное заболевание, не приводит к тяжелым последствиям, пациент спонтанно выздоравливает и поэтому болезнь часто не диагностируется.

## Эпидемиология
Часто больные с понтиакской лихорадкой не обращаются к врачам, поэтому точные данные о её распространенности не известны. Вспышки заболевания нехарактерны, сообщается только о нескольких случаях: все они вызваны Legionella micdadei. Механизм передачи возбудителя инфекции — воздушно-капельный. Передача от человека человеку не описана, вспышки инфекции вызваны вдыханием аэрозоля в спа-бассейнах.

## Этиология
Понтиакскую лихорадку вызывают грамотрицательные бактерии рода Legionella, включая виды Legionella pneumophila, Legionella longbeachae, Legionella feeleii, Legionella micdadei и Legionella anisa.

## Клиническая картина
Инкубационный период от 5 часов до 3 суток. Клиническая картина не имеет специфических черт. Начало острое. Протекает по типу острого трахеобронхита без очаговой лёгочной симптоматики. Отмечают озноб, миалгии, головную боль, возможно головокружение, спутанность сознания, лихорадка с температурой до 38—40°С, которая длится 2—5 сут. Характерны сухой кашель, насморк, возможны рвота и диарея. Течение благоприятное. Летальных исходов при этой форме болезни не наблюдается. В большинстве случаев достаточно симптоматического лечения.